# 오영수 문학관

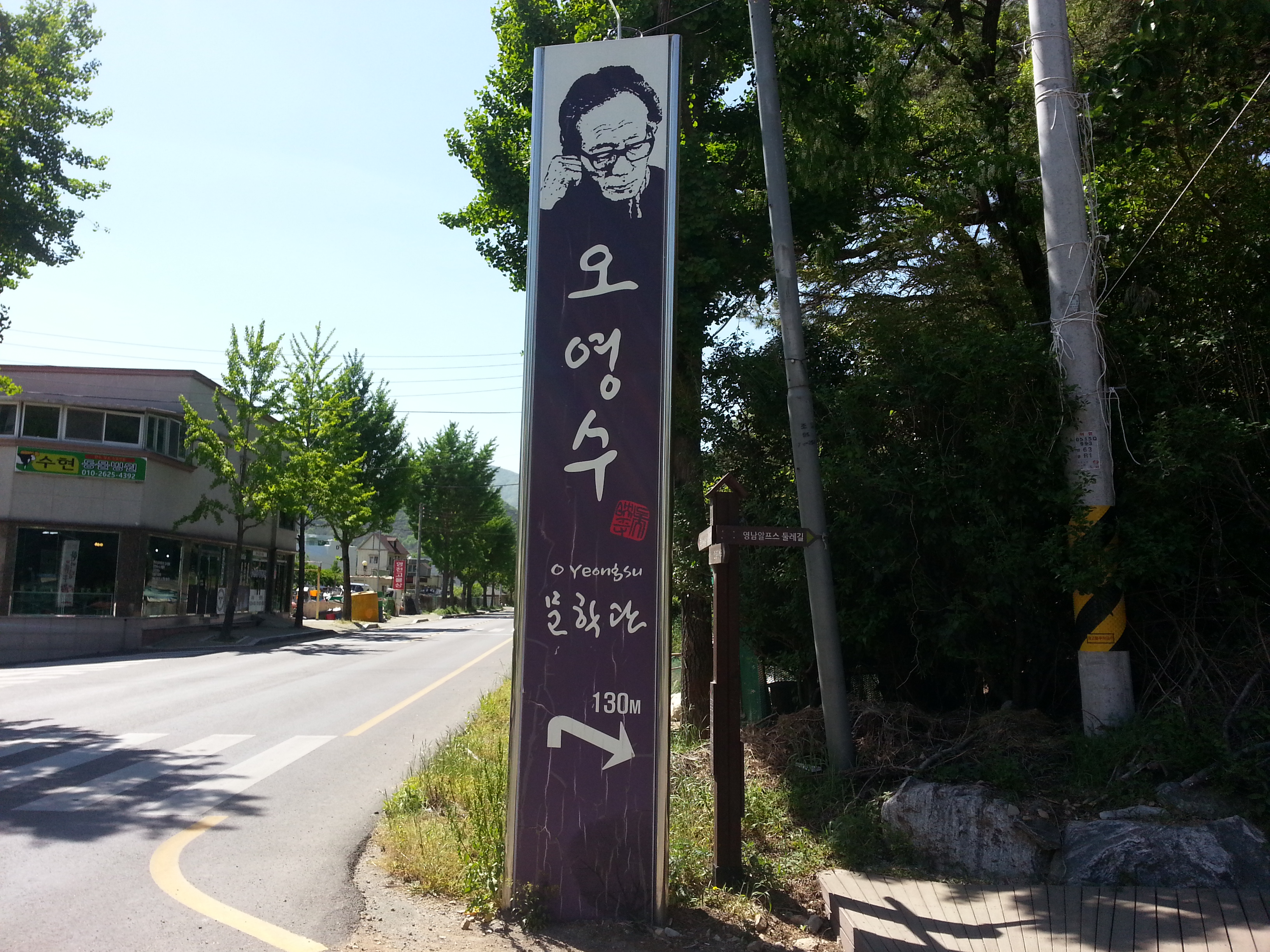
오영수 문학관 구형 입구 폴사인(교체 전)

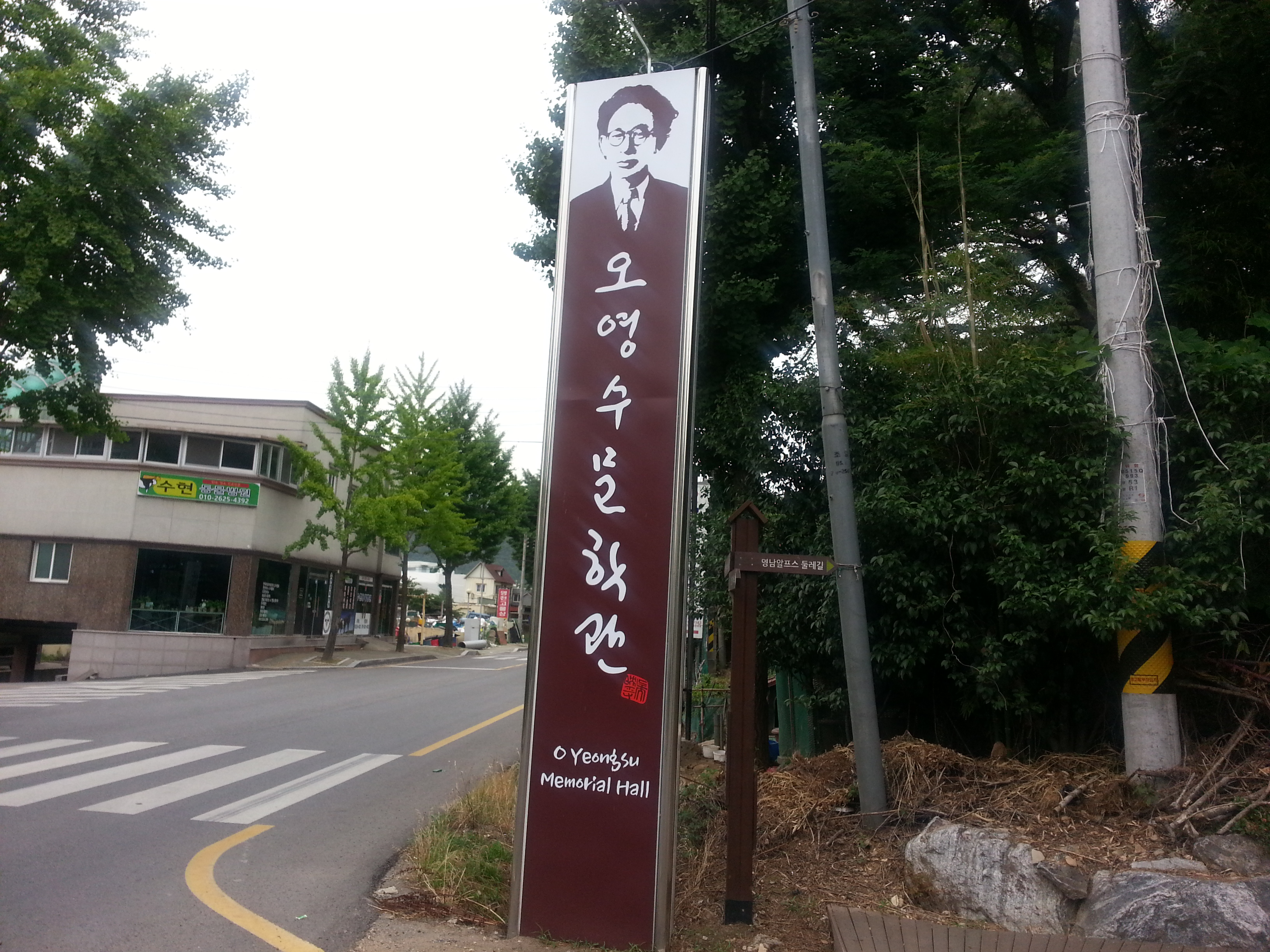
오영수 문학관 신형 입구 폴사인

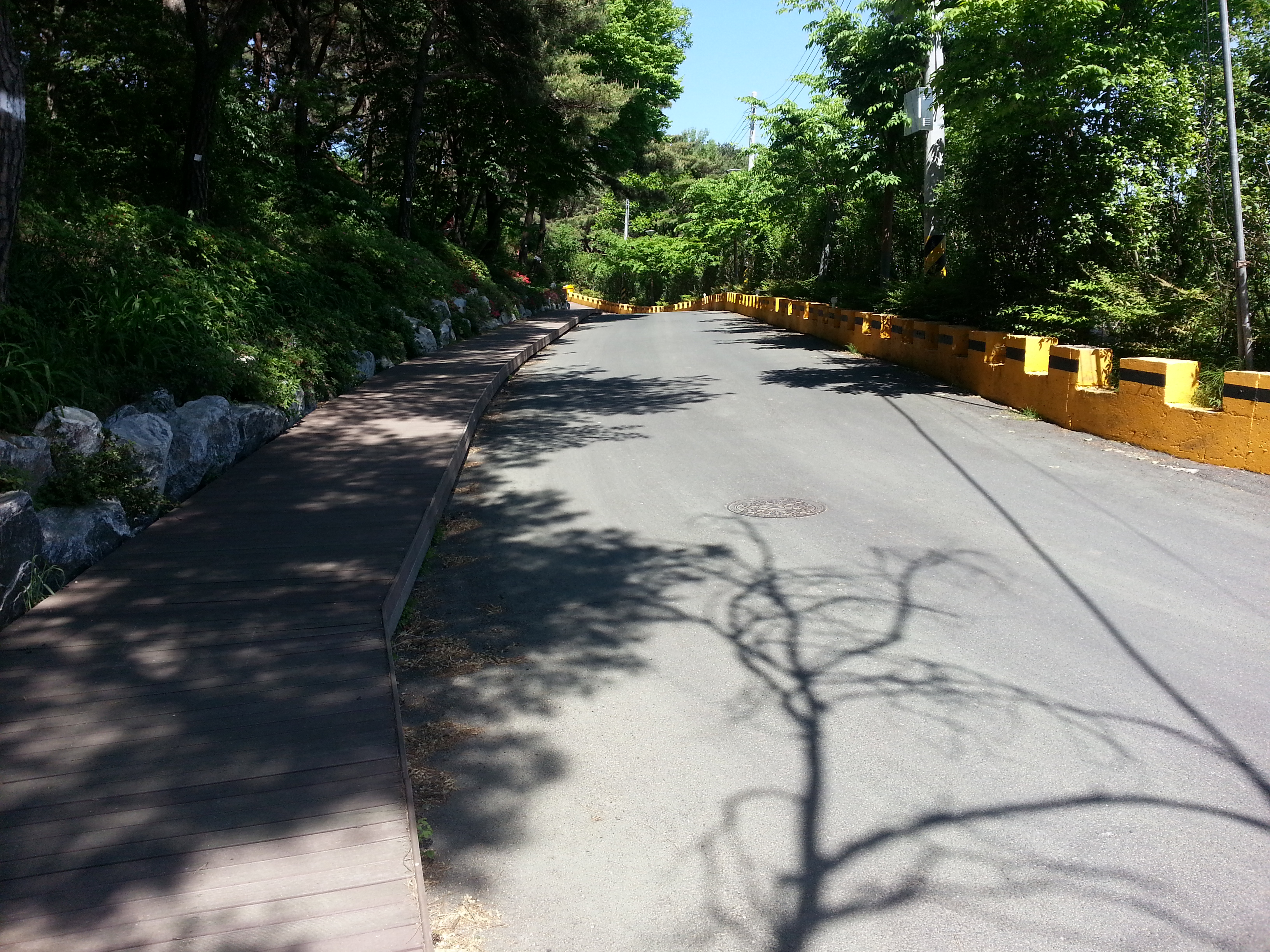
오영수 문학관 올라가는 길

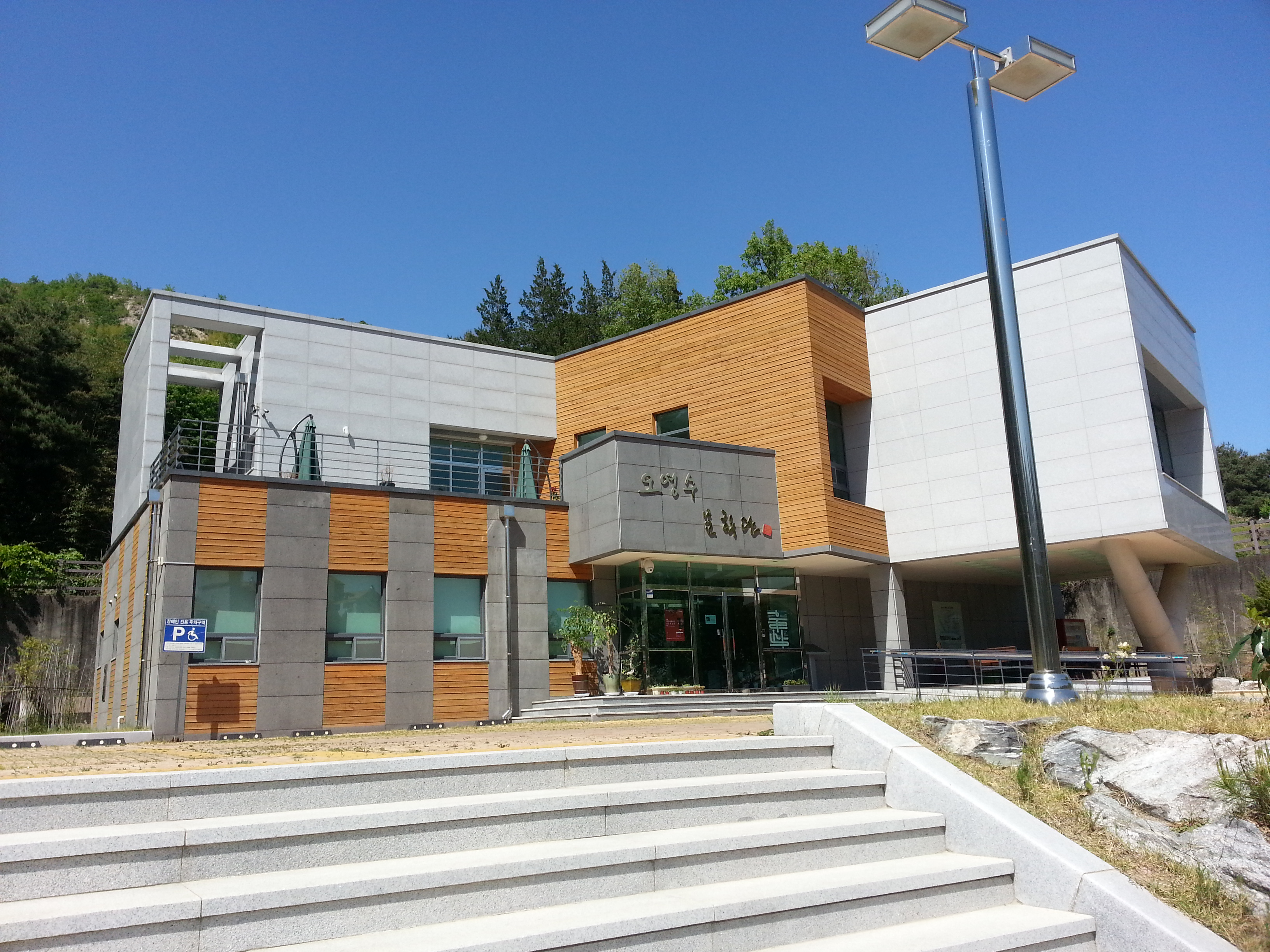
오영수 문학관 전경

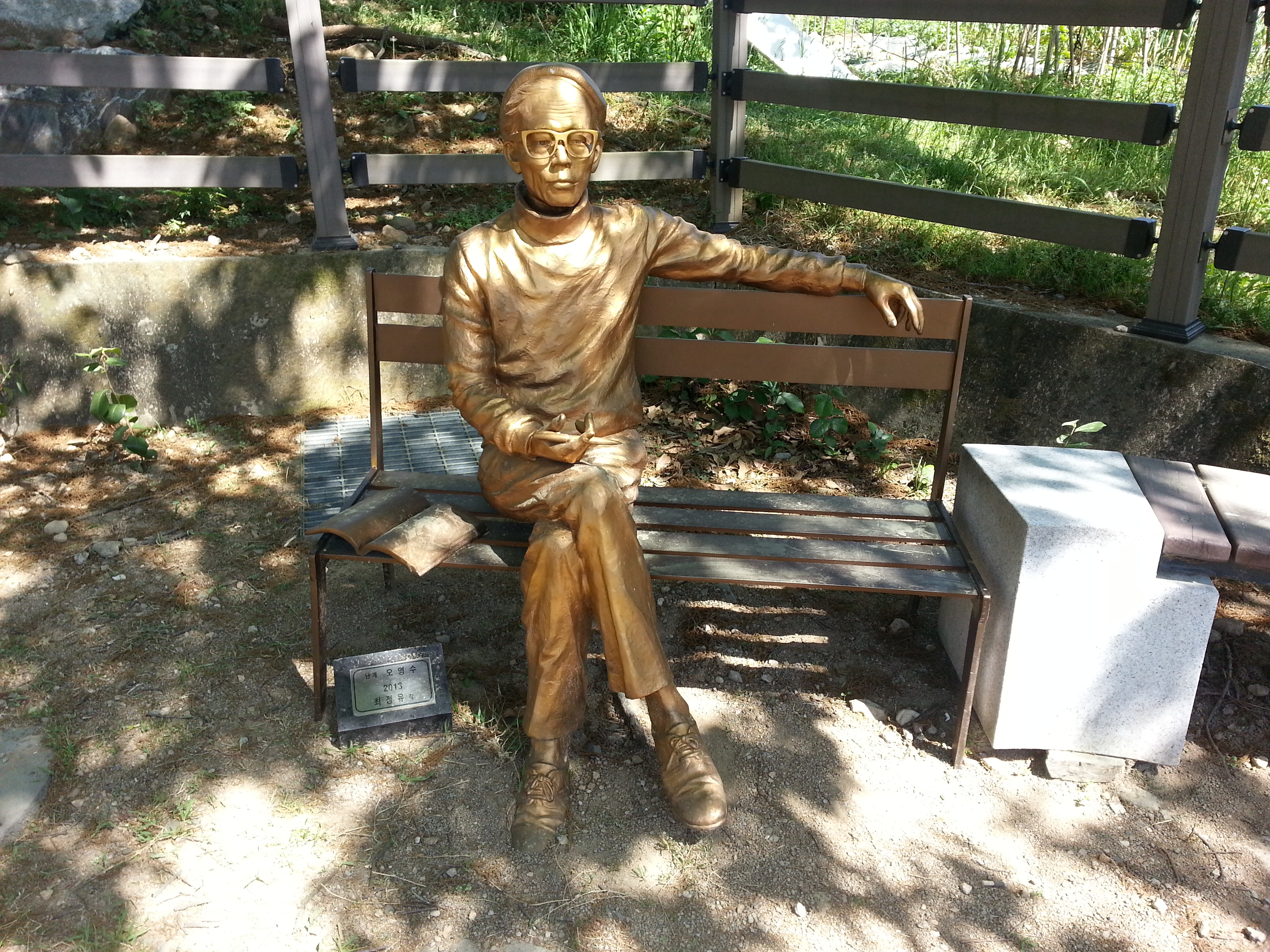
오영수 동상

오영수 문학관(吳永壽 文學館)은 대한민국 울산광역시 울주군 언양읍에 위치한 문학관이다. 2014년 1월 21일에 처음 문을 열었으며, 난계 오영수의 문학정신을 널리 알리기 위해 지어졌다.

## 특징
난계 오영수가 잠들어 있는 화장산 기슭 입구에 있으며, 지상 2층에 1개동, 총 연면적 538 제곱미터로 되어 있다. 오영수의 육필원고와 미술작품 등 188점의 유물이 전시되어 있다. 문학관의 2층에는 문화사랑방이라고 불리는 작은도서관이 있다. 쉬는 날은 매주 월요일, 1월 1일, 설, 추석연휴이다.
최근에 문학관 입구의 폴사인이 신식으로 교체되었다.

## 주요 시설

### 1층
- 로비
- 남여화장실
- 운영실(사무실)
- 전시실

### 2층
- 문화사랑방(작은도서관)
- 난계홀(다목적실)
- 야외휴게실
- 남여화장실

### 야외
- 오영수 동상
- 야외휴게실
- 야외공연장